# Maurice Dupont
Maurice Dupont, né le 17 janvier 1909 à Saint-Denis et mort le 15 janvier 2007 à Saclay, est un officier de marine et historien français des XXe et XXIe siècles. Sous-marinier, il termine sa carrière dans la Marine nationale avec le grade de contre-amiral. Auteur de plusieurs ouvrages historiques sur la marine, il reçoit le Grand prix de la Fondation Napoléon en 1991 pour son ouvrage : L'amiral Decrès et Napoléon.

## Biographie
Maurice Dupont entre dans la Marine en 1929,,. Il sort de l'école navale en 1931 et commence sa carrière comme sous-marinier,. Entré comme enseigne de vaisseau de 2e classe, il passe enseigne de vaisseau le 1er octobre 1933.
Lieutenant de vaisseau depuis le 17 octobre 1939, il devient commandant de sous-marins et, à la tête de l'Orphée, il participe à des opérations en Méditerranée (1943-1944), durant la Seconde Guerre mondiale notamment sur les côtes italiennes et au large de Barcelone,. Après guerre, il est promu capitaine de Corvette (22 décembre 1946) puis capitaine de frégate le 1er juillet 1951.
Il commande la base sud des flottilles de l'Indochine en 1954. Capitaine de vaisseau depuis le 1er juillet 1957, il est nommé chef d'État-major de la préfecture maritime de Bizerte. Il sera plus tard nommé contre-amiral et commandant de l’arrondissement maritime de Rochefort (1964 à 1968),.
Maurice Dupont est commandeur de la Légion d'honneur, croix de guerre 1939-1945 et Croix de guerre des Théâtres d'opérations extérieurs. Professeur à l'École de guerre navale et membre titulaire de l'Académie de Marine, il est président honoraire du Comité de documentation historique de la Marine (CDHM) de 1985 à 1991,.
Spécialiste de l'époque napoléonienne, il a reçu le Grand Prix de la Fondation napoléon pour son ouvrage sur l'amiral Decrès publié en 1991.

## Hommages
En 1998, son nom est donné à une place par la ville de Rochefort, car c'est à lui que revient le mérite d'avoir fait dégager les abords du bâtiment en ruines et fait classer la Corderie royale située dans l'arsenal de Colbert. La Corderie royale, incendiée par les Allemands en 1944, reconstruite, ouvre en 1984 et abrite aujourd'hui le Conservatoire du littoral et le centre international de la mer. Une plaque commémorative en l'honneur de l'amirla Dupont été installé sur les murs de la Corderie royale le 7 octobre 1998.

## Publications

### Ouvrages
- D'Entrecasteaux : rien que la mer, un peu de gloire, Éditions maritimes et d'outre-mer, 1983, 404 p.
- Maurice Dupont, L'amiral Willaumez, Paris, Tallandier, 1987, 427 p. (ISBN 978-2-235-01723-7)
- Maurice Dupont, L'amiral Decrès et Napoléon, ou la fidélité orageuse d'un ministre, Paris, Economica, coll. « Études d'histoire maritime » (no 5), 1991, 391 p. (ISBN 978-2-7178-2106-2)
- Rochefort : arsenal de Colbert, Service historique de la marine, Rochefort, 1984, (OCLC 30819574)
- avec Étienne Taillemite, Les guerres navales françaises : du Moyen âge à la guerre du Golfe, Paris, SPM, 1995, 392 p. (ISBN 2-901952-21-6)
- Maurice Dupont, Les flottilles côtières de Pierre le Grand à Napoléon : de la Baltique à la Manche, Paris, Economica, 2000, 488 p. (ISBN 978-2-7178-4010-0)

### Articles
- Willaumez du mousse à l'amiral et au pair de France (1761-1845)

## Distinctions
- Commandeur de la Légion d'honneur
- Croix de guerre 1939–1945
- Croix de guerre des Théâtres d'opérations extérieurs